# Ahmet Rasim

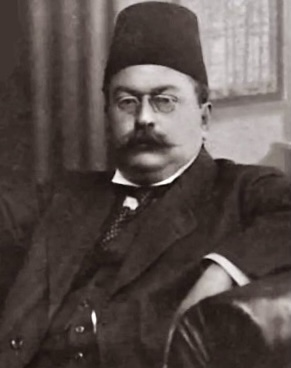
Ahmet Rasim

Ahmet Rasim (geb. 1864 oder 1865 in Istanbul, Osmanisches Reich; gest. 21. September 1932 ebenda) war ein osmanisch-türkischer Journalist, Dichter, Schriftsteller und Komponist gegen Ende der Zeit der Osmanen, der auch Pseudonyme wie Baba Yaver, Kabakçızade Nida, Gözlüklü, Şehir Mektupçusu oder Leylâ Feride verwendete.

## Leben und Werk
Er wuchs in ärmlichen Verhältnissen bei seiner Mutter Nevber Hanım auf. Der Vater, Bahâeddin Efendi, der bei der Post arbeitete, verließ die Familie, als er nach Tekirdağ versetzt wurde. Ahmet Rasim besuchte zu zunächst die Grundschule im Viertel Sofular. Es folgten mehrere Schulbesuche in den Stadtvierteln Kırkçeşme, Haydar und Sarıgüzel. Als Protegé des Ehemanns seiner Hala, des Offiziers Mehmet Bey, erhielt er Privatunterricht in arabischer Sprache von einem Lehrer namens Yakup Hoca. Ab 1876 besuchte Ahmet Rasim das Darüşşafaka-Gymnasium. 1883 schloss er die Schule als Jahrgangsbester ab. Ahmet Rasim arbeitete anschließend als Beamter im Ministerium für Post und Telegrafie und führte ein geregeltes Leben, bei dem er täglich fünfmal das rituelle Gebet verrichtete. Ein armenischer Frisör gewöhnte ihn nach eigener Darstellung an den Genuss von Alkohol und Ahmet Rasim lernte allmählich auch die Vergnügungsstätten kennen. Danach verdiente er seinen Lebensunterhalt mit dem Schreiben und der Arbeit in Zeitungen, u. a. war er 1898 für die Zeitung Malumat in Syrien und 1916 für die Zeitung Sabah an der Front in Rumänien Kriegsberichterstatter. Von 1927 bis 1932 war er Abgeordneter der Großen Nationalversammlung. Ahmet Rasim war ein sehr produktiver Autor und verfasste mehr als 100 Werke zu Themen wie Geschichte, Geografie, Grammatik. Bekanntheit erlangte er vor allem durch detaillierte Schilderungen des städtischen Lebens und der Gewohnheiten, Ansichten, Kleidung der Menschen aus seinem Umfeld und schrieb auch Texte für die osmanische Satirezeitschrift Boşboğaz ile Güllabi, die im Presseumfeld der Zweiten osmanischen Verfassungsperiode angesiedelt war und die er zusammen mit Hüseyin Rahmi Gürpınar (1864–1944) herausgab.
Sein Buch Ülfet (die 2. Auflage trägt den Titel Hamamcı Ülfet; dt. Titel: Dampfbad der Wollust) aus dem Jahr 1898 gilt als die erste lesbische Novelle in der osmanischen und türkischen Literatur und schildert neben vielen Details des Istanbuler Lebens seiner Zeit die Lebensweise lesbischer Frauen.
Ahmet Rasim war mit Sadberk Hanım, der Tochter eines Majors, verheiratet. Das Ehepaar hatte sechs Kinder.
In der MEB 100 Türk Edebiyatçısı des türkischen Ministeriums für Nationale Bildung ist er als einer der 100 türkischen Schriftsteller aufgeführt.
Neuerdings erschienen verschiedene seiner Werke auch in deutscher Übersetzung in der Edition „türkische Klassiker“.
In seinem Buch Istanbul – Erinnerung an eine Stadt widmet Orhan Pamuk dem Schriftsteller ein Kapitel.